# Новочеркасск (станция)
Новочерка́сск — железнодорожная станция Ростовского региона Северо-Кавказской железной дороги, находящаяся в городе Новочеркасске Ростовской области. Имеет статус промежуточной станции.

## История

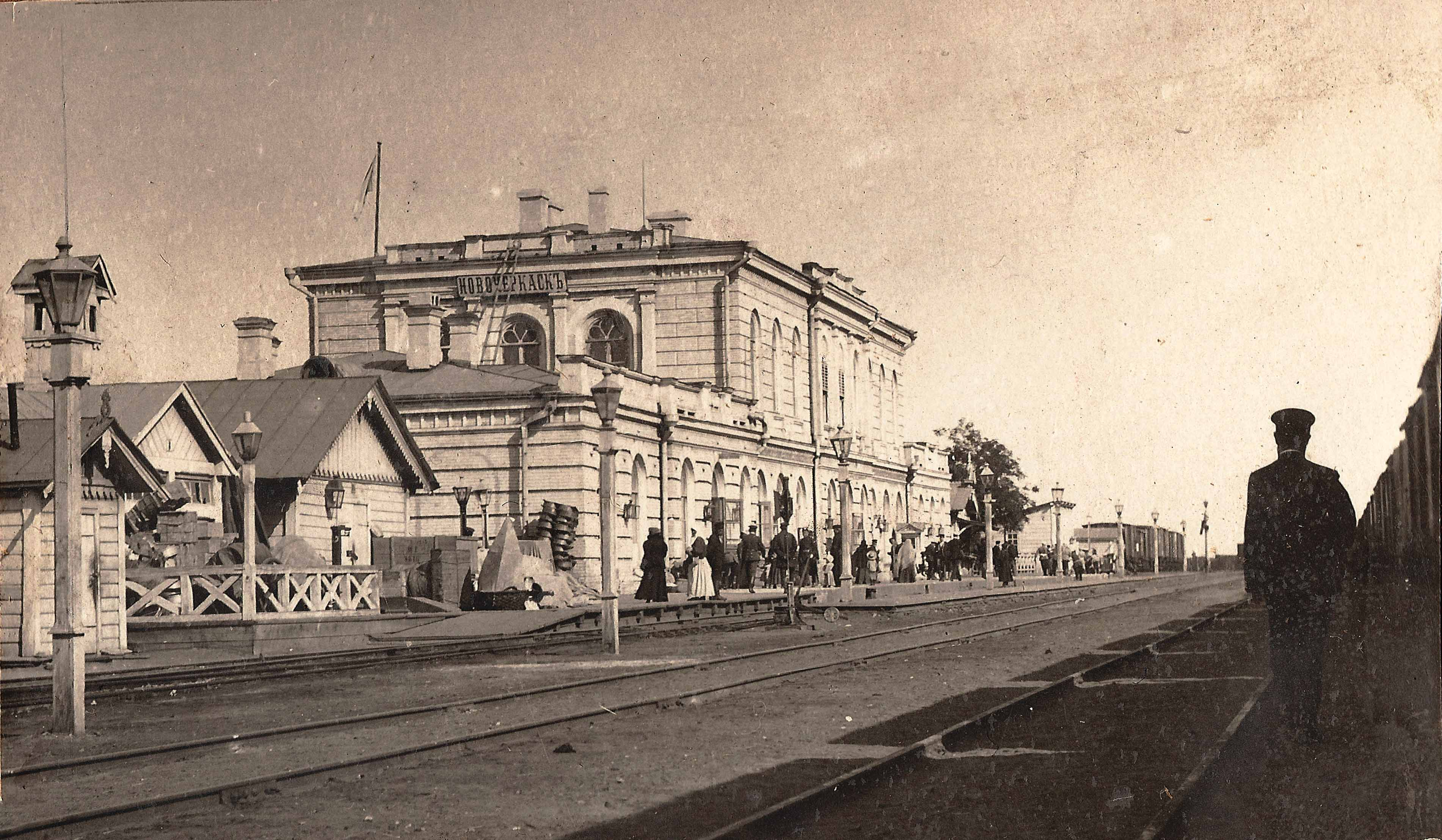
Станция Новочеркасск около 1905 года

Железнодорожная станция в городе появилась в 1864 году, когда по ходатайству наказного атамана войска Донского Михаила Хомутова на имя военного министра была построена железная дорога Аксай — Новочеркасск — Александровск-Грушевский (ныне Шахты). Это предложение  атаман Хомутов обосновывал необходимостью доставлять уголь от разработок, расположенных в районе нынешнего города Шахты (тогда станица Грушевская), к баржам на Дону. Уже в середине мая 1860 года был издан указ о строительстве Грушевско-Донской железной дороги. Для строительства был учреждён специальный комитет. Ответственным за строительство дороги был назначен инженер-полковник Области войска Донского Валериан Александрович Панаев. Строительство началось 2 апреля 1861 года.
Крупные новочеркасские промышленники и торговцы взяли на себя задачу снабжения стройки шпалами и металлическими материалами. Подвижной состав, гидравлические подъёмные краны и паровые машины были закуплены в Бельгии. Строительство магистрали не раз становилось предметом критики со стороны новочеркасских казаков. Они заявляли, что железная дорога будет мешать выгону скота, стеснит казачью столицу, отрежет все пахотные и сенокосные места от снабжения водой из реки Грушевки. 364 новочеркассца поставили подпись под протестным документом. Однако народная петиция никакого действия на ход работ не оказала. Торжественное открытие дороги, соединившей станицы Грушевскую и Аксайскую (ныне город Аксай) состоялось 29 декабря 1863 года, а регулярное  движение поездов началось 1 января 1864 года. С 1 февраля движение по дороге стало ежедневным, кроме воскресенья. Поезд из Новочеркасска в Грушевскую отправлялся в 14:15, а из Грушевской в Новочеркасск в 15:30. Состав был сборным и состоял из вагонов для перевозки грузов и пассажирских вагонов.  
В 70-х годах XIX века дорога была продлена до Москвы. Сейчас через город проходит двухколейная, электрифицированная переменным током железная дорога, которая связывает центр страны с Северным Кавказом. Первоначально в Новочеркасске был построен вокзал из дерева, на его месте в скором времени было возведено двухэтажное каменное здание. Во время Великой Отечественной войны оно было разрушено. Здание железнодорожного вокзала был  отстроено заново в начале пятидесятых годов XX века, оно служит пассажирам и сегодня.

## Пассажирское сообщение[4]
Через станцию Новочеркасск курсируют пассажирские поезда в направлении таких населённых пунктов, ка: Анапа, Санкт-Петербург, Новороссийск, Иркутск, Ейск, Санкт-Петербург, Адлер, Екатеринбург, Тамбов, Москва, Мурманск, Пермь, Киров, Москва, Барнаул, Москва, Архангельск, Владикавказ, Нижний Новгород, Калининград, Москва, Гомель, Минск, Гродно, Череповец, Варна, Воркута, Усинск, Москва, Челябинск, Ростов-на-Дону, Минеральные воды, Грозный, Самара, Сухум, Нальчик, Симферополь, Ставрополь, Сочи, Кисловодск, Тольятти.
По графику 2024/2027 годов через станцию курсируют следующие поезда дальнего следования:
| Круглогодичное обращение поездов | Круглогодичное обращение поездов | Круглогодичное обращение поездов | Круглогодичное обращение поездов |
| № поезда                         | Маршрут движения                 | № поезда                         | Маршрут движения                 |
| -------------------------------- | -------------------------------- | -------------------------------- | -------------------------------- |
| 19 «Премиум»                     | Ростов-на-Дону — Москва          | 20 «Премиум»                     | Москва — Ростов-на-Дону          |
| 33 «Осетия»                      | Владикавказ — Москва             | 34 «Осетия»                      | Москва — Владикавказ             |
| 49                               | Кисловодск — Санкт-Петербург     | 50                               | Санкт-Петербург — Кисловодск     |
| 61 «Эльбрус»                     | Нальчик — Москва                 | 62 «Эльбрус»                     | Москва — Нальчик                 |
| 77                               | Ставрополь — Москва              | 78                               | Москва — Ставрополь              |
| 79                               | Адлер — Архангельск              | 80                               | Архангельск — Адлер              |
| 83                               | Адлер — Москва                   | 84                               | Москва — Адлер                   |
| 87                               | Адлер — Нижний Новгород          | 88                               | Нижний Новгород — Адлер          |
| 99                               | Кисловодск — Нижний Новгород     | 100                              | Нижний Новгород — Кисловодск     |
| 109                              | Анапа — Москва                   | 110                              | Москва — Анапа                   |
| 117                              | Самара — Адлер                   | 118                              | Адлер — Самара                   |
| 121                              | Владикавказ — Санкт-Петербург    | 122                              | Санкт-Петербург — Владикавказ    |
| 125                              | Новороссийск — Москва            | 126                              | Москва — Новороссийск            |
| 135                              | Махачкала — Санкт-Петербург      | 136                              | Санкт-Петербург — Махачкала      |
| 145 «Ингушетия»                  | Назрань — Москва                 | 146 «Ингушетия»                  | Москва — Назрань                 |
| 149                              | Минеральные Воды — Минск         | 150                              | Минск — Минеральные Воды         |
| 301                              | Адлер — Минск                    | 302                              | Минск — Адлер                    |
| 305                              | Сухум — Москва                   | 306                              | Москва — Сухум                   |
| 309                              | Адлер — Воркута                  | 310                              | Воркута — Адлер                  |
| 311                              | Новороссийск — Воркута           | 312                              | Воркута — Новороссийск           |
| 325                              | Новороссийск — Пермь             | 326                              | Пермь — Новороссийск             |
| 335                              | Новороссийск — Екатеринбург      | 336                              | Екатеринбург — Новороссийск      |
| 339                              | Новороссийск — Нижний Новгород   | 340                              | Нижний Новгород — Новороссийск   |
| 359                              | Адлер — Калининград              | 360                              | Калининград — Адлер              |
| 381                              | Грозный — Москва                 | 382                              | Москва — Грозный                 |
| 389                              | Анапа — Минск                    | 390                              | Минск — Анапа                    |

| Сезонное обращение поездов | Сезонное обращение поездов         | Сезонное обращение поездов | Сезонное обращение поездов         |
| № поезда                   | Маршрут движения                   | № поезда                   | Маршрут движения                   |
| -------------------------- | ---------------------------------- | -------------------------- | ---------------------------------- |
| 151                        | Анапа — Москва                     | 152                        | Москва — Анапа                     |
| 155                        | Анапа — Москва                     | 156                        | Москва — Анапа                     |
| 187                        | Новороссийск — Архангельск         | 188                        | Архангельск — Новороссийск         |
| 201                        | Имеретинский курорт — Москва       | 202                        | Москва — Имеретинский курорт       |
| 213                        | Ростов-на-Дону — Саратов           | 214                        | Саратов — Ростов-на-Дону           |
| 221                        | Анапа — Архангельск                | 222                        | Архангельск — Анапа                |
| 225                        | Адлер — Мурманск                   | 226                        | Мурманск — Адлер                   |
| 227                        | Новороссийск — Санкт-Петербург     | 228                        | Санкт-Петербург — Новороссийск     |
| 233                        | Имеретинский курорт — Екатеринбург | 234                        | Екатеринбург — Имеретинский курорт |
| 237                        | Анапа — Москва                     | 238                        | Москва — Анапа                     |
| 241                        | Адлер — Иркутск                    | 242                        | Иркутск — Адлер                    |
| 247                        | Анапа — Санкт-Петербург            | 248                        | Санкт-Петербург — Анапа            |
| 251                        | Адлер — Барнаул                    | 252                        | Барнаул — Адлер                    |
| 257                        | Адлер — Печора                     | 258                        | Печора — Адлер                     |
| 259                        | Анапа — Санкт-Петербург            | 260                        | Санкт-Петербург — Анапа            |
| 261                        | Адлер — Архангельск                | 262                        | Архангельск — Адлер                |
| 267                        | Новороссийск — Сосногорск          | 268                        | Сосногорск — Новороссийск          |
| 269                        | Адлер — Чита                       | 270                        | Чита — Адлер                       |
| 273                        | Адлер — Северобайкальск            | 274                        | Северобайкальск — Адлер            |
| 281                        | Адлер — Череповец                  | 282                        | Череповец — Адлер                  |
| 283                        | Анапа — Череповец                  | 284                        | Череповец — Анапа                  |
| 285                        | Новороссийск — Мурманск            | 286                        | Мурманск — Новороссийск            |
| 289                        | Анапа — Екатеринбург               | 290                        | Екатеринбург — Анапа               |
| 459                        | Адлер — Тамбов                     | 460                        | Тамбов — Адлер                     |
| 467                        | Имеретинский курорт — Смоленск     | 468                        | Смоленск — Имеретинский курорт     |
| 469                        | Новороссийск — Саратов             | 470                        | Саратов — Новороссийск             |
| 471                        | Адлер — Москва                     | 472                        | Москва — Адлер                     |
| 473                        | Анапа — Самара                     | 474                        | Самара — Анапа                     |
| 475                        | Адлер — Москва                     | 476                        | Москва — Адлер                     |
| 477                        | Адлер — Челябинск                  | 478                        | Челябинск — Адлер                  |
| 479                        | Сухум — Санкт-Петербург            | 480                        | Санкт-Петербург — Сухум            |
| 481                        | Новороссийск — Москва              | 482                        | Москва — Новороссийск              |
| 495                        | Адлер — Кострома                   | 496                        | Кострома — Адлер                   |
| 505                        | Новороссийск — Тамбов              | 506                        | Тамбов — Новороссийск              |
| 507                        | Новороссийск — Ижевск              | 508                        | Ижевск — Новороссийск              |
| 511                        | Адлер — Москва                     | 512                        | Москва — Адлер                     |
| 513                        | Анапа — Тамбов                     | 514                        | Тамбов — Анапа                     |
| 515                        | Анапа — Ижевск                     | 516                        | Ижевск — Анапа                     |
| 517                        | Анапа — Москва                     | 518                        | Москва — Анапа                     |
| 525                        | Анапа — Саратов                    | 526                        | Саратов — Анапа                    |
| 533                        | Адлер — Москва                     | 534                        | Москва — Адлер                     |
| 535                        | Анапа — Смоленск                   | 536                        | Смоленск — Анапа                   |
| 539                        | Анапа — Кострома                   | 540                        | Кострома — Анапа                   |
| 541                        | Адлер — Москва                     | 542                        | Москва — Адлер                     |
| 549                        | Адлер — Тольятти                   | 550                        | Тольятти — Адлер                   |
| 555                        | Адлер — Смоленск                   | 556                        | Смоленск — Адлер                   |
| 561                        | Ейск — Москва                      | 562                        | Москва — Ейск                      |
| 583                        | Анапа — Казань                     | 584                        | Казань — Анапа                     |
| 591                        | Анапа — Пермь — Приобье            | 592                        | Приобье — Пермь — Анапа            |